# Babah Geudubang
Babah Geudubang is een bestuurslaag in het regentschap Aceh Utara van de provincie Atjeh, Indonesië. Babah Geudubang telt 431 inwoners (volkstelling 2010).